# 汤米·依曼纽
威廉·汤姆斯·"汤米"·依曼纽（澳大利亚贡献勋章获得者）（英語：William Thomas "Tommy" Emmanuel AM，1955年5月31日—）是一名澳大利亚吉他手，他以复杂的指弹风格，充满活力的现场表演，以及在吉他上运用打击乐效果最为著名。在2008年和2010年5月刊的《吉他手期刊》（《Guitar Player Magazine》）杂志中，他获得由读者投票选出的“地表上最強木吉他手”的美稱。

## 生平
汤米1955年出生在澳大利亚新南威尔士州的马瑟尔布鲁克。1959年，在他4岁时，获得了第一把吉他，她母亲教他弹琴，来为她母亲弹的夏威夷吉他做伴奏。7岁时，他在收音机里听到了切特·阿特金斯。他（现在还）生动地记得当时那一刻，并说那（曾）极大地激励了他。
1961年，在他6岁那年，他已经是一名专职的专业音乐家。在认识到了汤米和他的哥哥菲尔的音乐才华后，他们的父亲创建了一支家庭乐队，卖了家里的房子，带着一家人四处旅行。由于一家人住在两辆旅行车上，依曼纽的童年大部分是在和家人一起的巡演中度过的，他弹节奏吉他，并且很少上学读书。他们一家认识到这种四处漂泊的生活的艰难——又穷又饿，总是無法在一个地方安顿下来。他的父亲常常会开车提前到达目的地，以便安排会面和做广告宣传，并寻找那些能够让他们在第二天做即兴演出的当地音乐商店。最终，新南威尔士州教委坚持依曼纽家的孩子需要定期去学校上课。
1966年，在汤米的父亲去世之后，一家人定居在帕克斯。汤米最终搬到了悉尼，在那里，他赢得了一连串的才艺比赛后，逐渐引起全国人们的注意。在70年代后期，他在和他哥哥菲尔共同所在的“淘金”乐团擔任吉他手，并为众多唱片和广告詞音乐做（工作室、现场）演奏工作。在70年代末，他成为给歌手Doug Parkinson伴奏的乐队——The Southern Star Band的主音吉他手，进一步扩大了汤米的名气。在80年代早期，他加入了阵容重组后的70年代顶尖摇滚组合Dragon，与他们大范围地举行了巡演，包括1987年和蒂娜·透纳的巡演。他后来离开了Dragon并开始了独奏生涯。
在他的整个职业生涯中，与很多著名艺术家一同演奏过，包括切特·阿特金斯，埃里克·克莱普顿，乔治·马丁爵士，空气补给乐队，約翰·丹佛，莱斯·保罗以及多克·沃森。埃里克·克莱普顿，切特·阿特金斯，莱斯·保罗和乔·塞奇尼都曾说过汤米是他们所知道的最好的演奏家。他们的这种说法也证明了汤米的杰出才能。
在1994年汤米成为约翰·法汉乐队的一员。澳洲音乐老炮儿约翰·法汉邀请他参加“为了卢旺达演唱会”（“Concert for Rwanda”），安排他在来自Noiseworks乐队的Stuart Fraser旁边演奏吉他。
汤米和他的哥哥菲尔在2000年的悉尼夏季奥林匹克运动会闭幕式上做过现场演出。当时的电视节目对现场情况进行了全球实况播放。当两个人一起演奏的时候，兄弟俩有时会同时演奏一把吉他，每个人都空出一只手，而用另外一只手配合着弹奏同一把吉他。
2002年10月，汤米受邀参加在华盛顿国家大教堂为印尼峇里島爆炸案受害者举行的演出，演奏了澳大利亚民谣Waltzing Matilda（此曲被称为“非官方的澳大利亚国歌”）。
由于劳累过度，2007年底他被诊断出有心脏问题，并被要求中断繁忙的巡演日程安排进行强制休息，但是他在2008年上半年他又重新回到了全天候的巡演中。
在2010年1月下旬，因被当月早些时候发生的悲惨的2010年海地地震所觸動，依曼纽宣布他将在eBay上拍卖掉他自己演奏并拥有的3把吉他，来为在海地的联合国儿童基金会捐献筹款。
2010年6月，汤米被授予澳大利亚三等勋章——澳大利亚贡献勋章（AM）。

## 音乐风格

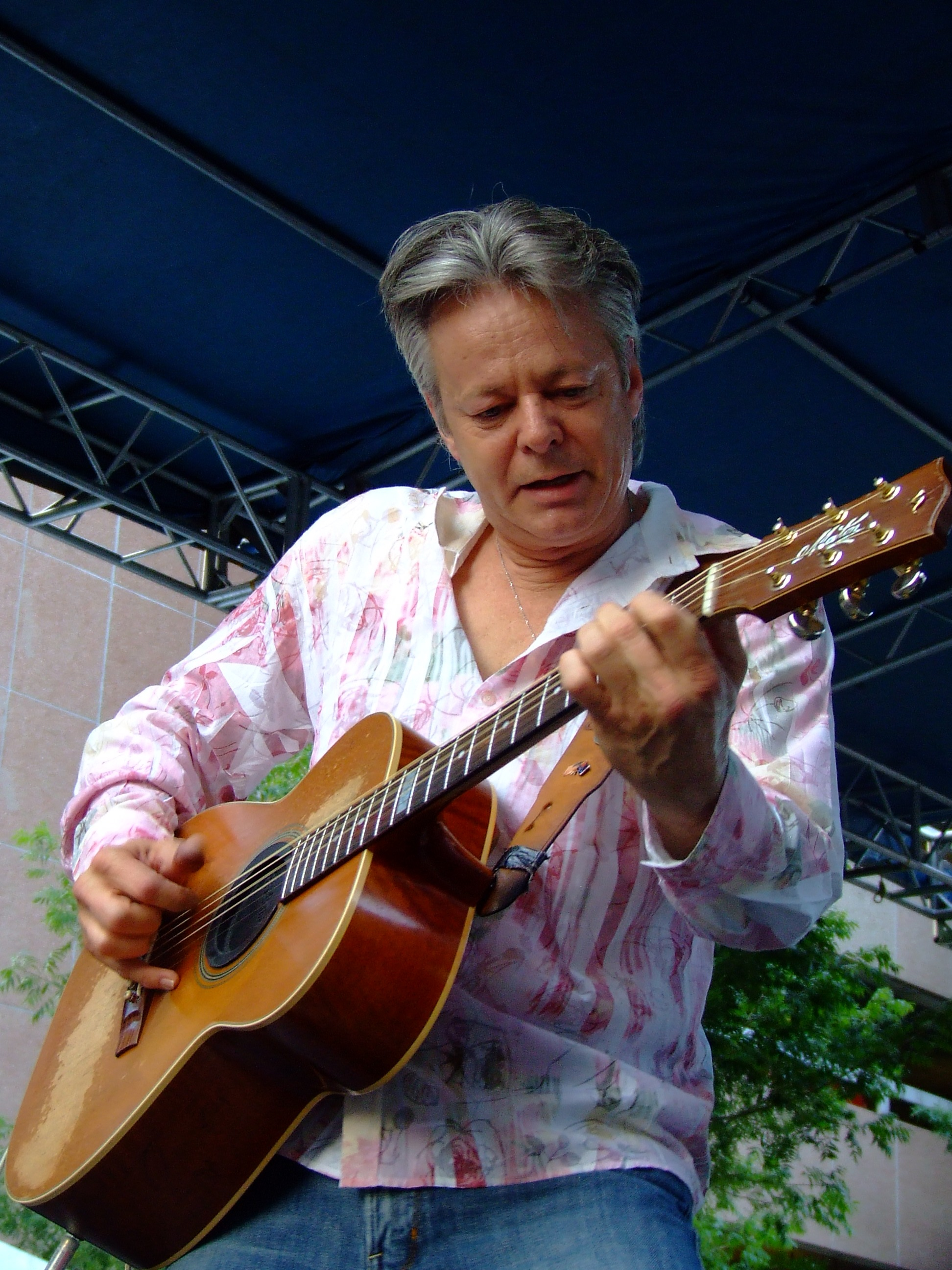
2006年依曼纽在阿拉巴马州伯明翰市的City Stages艺术音乐节现场表演指弹吉他

汤米说过在很小的时候，他就被阿特金斯的那种用拇指弹奏低音部分、同时其他手指弹奏旋律部分的音乐风格所吸引（这种风格有时也被称为特拉维斯拨弦法）。这个技巧，后来成为了汤米的吉他风格的一个要素。
尽管汤米从未受过正规的音乐训练，但他的演奏能力为他赢得了全球无数的乐迷。他在吉他琴体上，表演打击乐部分为大家所熟知。作为一位独奏演奏家，他從不照著給定的樂譜彈奏，并且尽可能少用吉他效果器。值得一提的是他在录制音乐时通常是一次就完成。
他经常使用左手拇指游走在5弦和6弦上的低音音符，抑或只用左手的两根手指在吉他上按出Am小调和弦和E大调和弦（其中一根手指竖直着同时按两根弦）。多数情况下他的右手会使用拇指套，其他时候会用一个普通拨片或仅用手指。
他的主要吉他是一把小琴体的定制款Maton EBG808，这把吉他安装配备了一个拾音器和一个内置电容麦克风。由于这把小个头的琴在不接音箱的情况下音量很小；而连接上音箱之后音量又极大，汤米给它取了个外号叫“老鼠”。他的3把主要舞台演出吉他中的2把，特别是它的签名款D型琴TE1 Maton，在他的过度弹奏和打击乐技巧下，已经被磨薄并破旧不堪。他近期在他的年度音乐节Tommyfest UK (2008)期间的一个讲习班上说过，他所有这3把舞台演奏吉他都损坏过，并且这些年来已经被修过无数次了。

## 与切特·阿特金斯的合作
汤米在澳大利亚年轻的时候，曾给住在纳什维尔的心目中的偶像切特·阿特金斯写过信。最终阿特金斯用鼓励的话语和过来拜访的长期邀请答复了汤米。
1997年，依曼纽和阿特金斯作为双人搭档录制音乐，并发行了一张名为《The Day Finger Pickers Took Over the World》的专辑，这张专辑也成为阿特金斯在生前最后的一张专辑。
1999年7月的第15屆年度切特·阿特金斯爱好者社团（Chet Atkins Appreciation Society，缩写：CAAS）大会上，切特给汤米颁发了“认证吉他手”（Certified Guitar Player, 缩写：CGP）奖，“认证吉他手”奖是阿特金斯颁给吉他演奏家的一项至高荣誉。此奖项的知名度由于有吉他音乐领域广泛被认可的领袖阿特金斯亲自颁发而增强。奖项上面写着：“表彰他对指弹艺术的贡献”。汤米每年7月份都会在纳什维尔的切特·阿特金斯爱好者社团（CAAS）活动中演出。

## 大碟列表
- 1979 《From Out Of Nowhere》
- 1987 《Up From Down Under》
- 1990 《Dare to Be Different》
- 1992 《Determination》
- 1993 《The Journey》
- 1993 《The Journey Continues》
- 1995 《Initiation》
- 1995 《Terra Firma》 (与Phil Emmanuel合作)
- 1995 《Classical Gas》
- 1996 《Can't Get Enough》
- 1997 《Midnight Drive》 (美国发行名叫《Can't Get Enough》)
- 1997 《The Day Finger Pickers Took Over The World》 (与切特·阿特金斯合作)
- 1998 《Collaboration》
- 2000 《Only》
- 2001 《The Very Best of Tommy Emmanuel》
- 2004 《Endless Road》
- 2005 《Live One》
- 2006 《Happy Hour》 (与Jim Nichols合作)
- 2006 《The Mystery》
- 2008 《Center Stage》
- 2009 《Just Between Frets》 (与Frank Vignola合作)
- 2010 《Little by Little》
- 2010 《Tommy Emmanuel Essential 3.0》
- 2011 《All I Want For Christmas》
- 2013 《The Colonel and The Governor》(与Martin Taylor合作)

汤米在2006年7月11日发行了DVD《Live At Her Majesty's Theatre, Ballarat, Australia》，并在2008年年底发行了《Center Stage》专辑的同名DVD。
汤米制作过3部教学视频：1993年的《Guitar Talk》，1996年的《Up Close》和2008年的《Emmanuel Labor》。

## 奖项
与切特·阿特金斯的二重奏曲目《Smokey Mountain Lullaby》曾获得1998年的格莱美乡村器乐表演奖提名，但最后未获奖。他的曲子《Gameshow Rag/Cannonbal Rag》在2007年1月25日周六那天的第35届塔姆瓦斯乡村音乐节上（注：塔姆瓦斯是澳大利亚乡村音乐之都），获得了年度器乐奖。在2007年同一年，汤米获得当年的格莱美最佳乡村器乐表演奖提名。
在2008年和2010年5月刊的《吉他手期刊》（《Guitar Player Magazine》）杂志中，汤米 依曼纽获得由读者投票选出的“最佳木吉他手”称号。